# Städtisches Klinikum Braunschweig
Das Städtische Klinikum Braunschweig ist seit 2003 eine gemeinnützige GmbH und eines der größten Krankenhäuser in Niedersachsen. Es ist Akademisches Lehrkrankenhaus der Medizinischen Hochschule Hannover. In den beiden Standorten des Klinikums werden jährlich rund 50.000 stationäre und 200.000 ambulante Patienten medizinisch versorgt und behandelt.

## Geschichte
Die Geschichte des Klinikums reicht bis ins 19. Jahrhundert zurück. Im Frühjahr 1891 begannen an der Celler Straße die Bauarbeiten für das neue Herzogliche Krankenhaus, das 1895 fertiggestellt und am 27. April eingeweiht wurde. Die Patienten aus dem alten Krankenhaus wurden nun in den Neubau verlegt. Der medizinische Komplex umfasste 1897 insgesamt 22 Gebäude, in denen alle Abteilungen des vorherigen Standorts am Wendentor Aufnahme fanden.
Im Jahr 1903 entstand aus dem neuen städtischen Kinderheim nach und nach das Krankenhaus Holwedestraße, das 1927 eine Aufnahmekapazität für 304 Patienten bot. Benannt wurde das heutige Holwede-Krankenhaus nach Benno von Holwede (1850–1924), der von 1895 bis 1924 das damalige Städtische Pflege- und Krankenhaus leitete.
Am Standort des Klinikums Salzdahlumer Straße befand sich zunächst ein Lazarett, das in der Zeit des Nationalsozialismus auf dem Gelände des Großen Exerzierplatzes für die Luftwaffe des NS-Regimes errichtet wurde. Die Planung für diesen Gebäudekomplex begann im Jahr 1936, fertiggestellt wurde er 1940. Im Jahr 2010 gab es vor Ort eine Ausstellung mit dem Titel „Vom Luftwaffenlazarett zum modernen Klinikum Salzdahlumer Straße“, die sich dieser Thematik widmete. Während des Zweiten Weltkriegs wurden die beiden anderen Standorte jeweils mit Luftschutzbunker-Anlagen ausgestattet. Das Krankenhaus an der Celler Straße erhielt einen Luftschutzbunker, der als Operationsbunker mit allen dafür notwendigen Einrichtungen ausgestattet wurde. Er lag zwischen den Gebäuden der Chirurgischen Klinik und der Frauenklinik. Beide Kliniken waren über Zugänge auf den einzelnen Etagen mit dem fünfgeschossigen Hochbunker verbunden. Der Bunker verfügte über rund 1020 Schutzplätze (870 mit Liegemöglichkeit). Hinzu kamen ein unterirdischer Schutzraum und ein Infektionsbunker.
Als vierter Standort zählte bis 2011 das Klinikum Gliesmaroder Straße zum Städtischen Klinikum Braunschweig. Es war der älteste Teil, der bereits 1881–1882 als Garnisonslazarett diente. Es wurde 1991 als eigenständige Medizinische Klinik IV mit den Fachbereichen Geriatrie und Rheumatologie in das Klinikum eingegliedert.
Der Standort Holwedestraße wurde zum Jahresende 2024 geschlossen. Die ansässigen Kliniken, Fachbereiche und Institutionen wurden in die anderen Krankenhaus-Standorte eingegliedert oder sind innerhalb des Stadtgebietes umgezogen.

## Standorte/Kliniken
| Klinikum Celler Straße | Klinikum Salzdahlumer Straße |
| --- | --- |

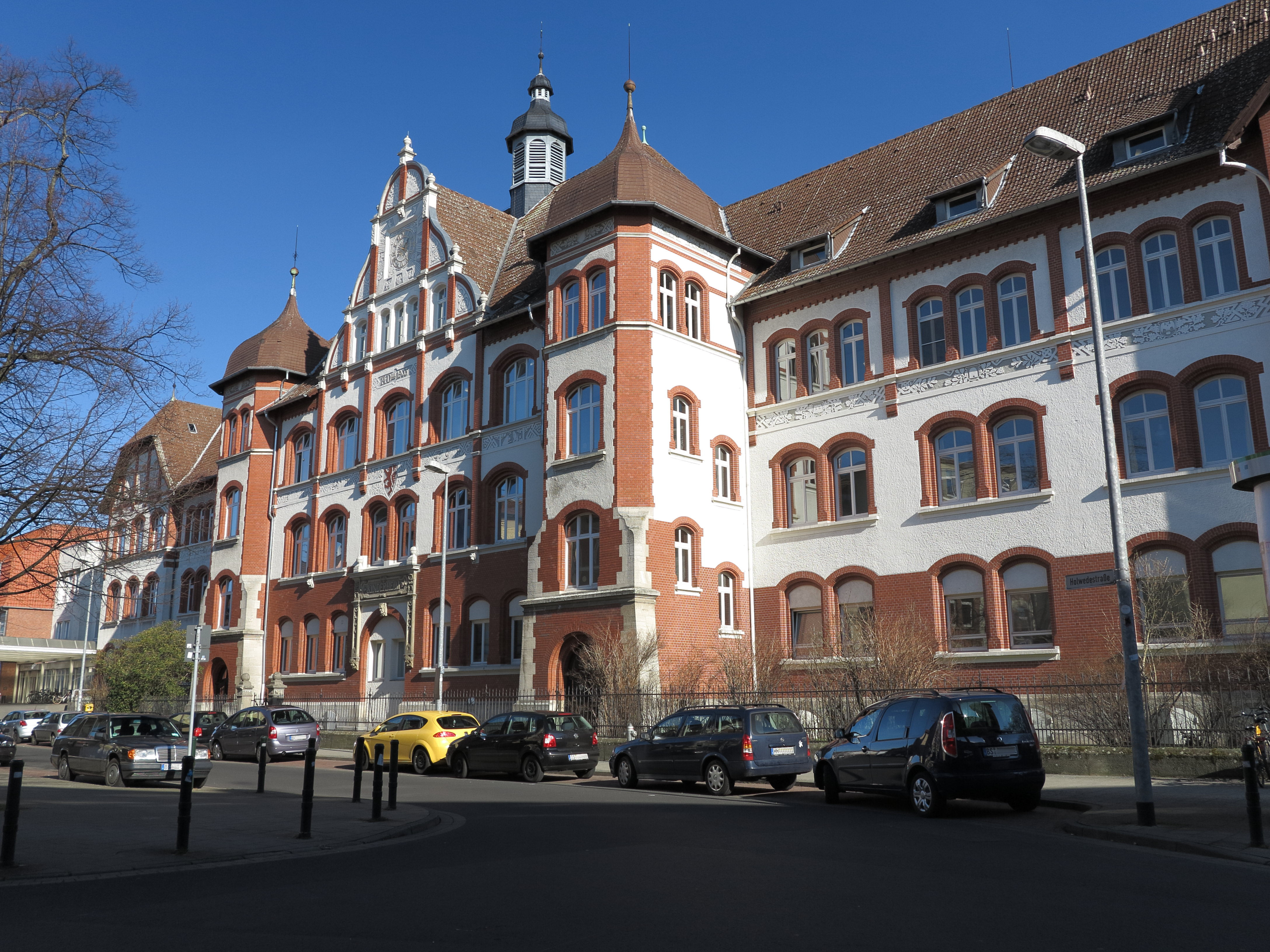
Ehemaliges Krankenhaus Holwedestraße

| Kliniken - Frauenklinik (Geburtshilfe), Abteilung Brusterkrankungen (Brustzentrum), Gynäkologisches Krebszentrum - Klinik für Anästhesiologie - Klinik für Mund-, Kiefer- und Plastische Gesichtschirurgie - Klinik für Radioonkologie und Strahlentherapie - Kinderklinik (Kinderintensivstation) - Medizinische Klinik für Geriatrie - Medizinische Klinik für Hämatologie, Onkologie - Tag- und Nachtklinik (klinische Sozialpsychiatrie) - Physiotherapie Institutionen - Institut für klinische Transfusionsmedizin - Institut für Mikrobiologie, Immunologie und Krankenhaushygiene - Institut für Röntgendiagnostik und Nuklearmedizin - Institut für Pathologie - Apotheke | Kliniken - Augenklinik - Chirurgische Klinik (Abteilung für Kinderchirurgie) - Abteilung für Plastische, Ästhetische und Handchirurgie - Hals-, Nasen-, Ohren-Klinik - Klinik für Anästhesiologie - Klinik für Herz-, Thorax- und Gefäßchirurgie - Klinik für Kinder- und Jugendmedizin - Klinik für Psychiatrie, Psychotherapie und Psychosomatik - Klinik für Urologie und Uroonkologie (Abteilung für Kinderurologie, Prostatazentrum) - Medizinische Klinik für Gastroenterologie, Stoffwechselkrankheiten, Endokrinologie - Medizinische Klinik für Kardiologie, Pneumologie, Angiologie - Medizinische Klinik für Nieren- und Hochdruckkrankheiten - Neurologische Klinik und Neurochirurgische Klinik - Unfallchirurgische Klinik (Orthopädische Chirurgie) Institutionen - Darmkrebszentrum und Wirbelsäulenzentrum - Institut für Röntgendiagnostik und Nuklearmedizin - Physiotherapie - Schmerzambulanz - Wirbelsäulenzentrum - Zentrale Notaufnahme |

Einrichtungen außerhalb der Krankenhaus-Standorte:
- Sozialpädiatrisches Zentrum (Theodor-Heuss-Straße 5)
- Physiotherapie (Nîmes-Straße 1)

## Tochtergesellschaften
- Bistro Klinikum Braunschweig GmbH[13]
- Klinikum Braunschweig Klinikdienste GmbH (Reinigung)
- Klinikum Braunschweig Textilservice GmbH (Wäscherei)
- Medizinisches Versorgungszentrum Braunschweig (MVZ)
- skbs.digital GmbH[14]

## Auszeichnung
- Das Klinikum zählt zu den größten Arbeitgebern der Region Braunschweig. Es hat ein eigenes neues Arbeitszeitmodell entwickelt und umgesetzt, bei dem bestmöglich auf Bereitschaftsdienste verzichtet werden kann. Hierfür wurde es vom Bundesministerium für Arbeit und Soziales und der „Initiative für Beschäftigung“ im Frühjahr 2008 mit einem Preis im bundesweiten Wettbewerb „Beschäftigung gestalten“ ausgezeichnet.[15]
- Philipp Jungebluth, Assistenzarzt der Klinik für Herz-, Thorax- und Gefäßchirurgie des Städtischen Klinikums Salzdahlumer Straße, wurde 2014 von der Deutschen Gesellschaft für Thorax-, Herz- und Gefäßchirurgie (DGTHG) mit dem „Ernst-Derra-Preis“ (benannt nach Ernst Derra) für seine Arbeit im Bereich der Gewebeaufbereitung und Zelltherapie bei Erkrankungen des Thorax ausgezeichnet.[16]
- Das Städtische Klinikum Braunschweig stand 2015 im Klinik-Ranking des Magazins Focus unter den hundert besten Kliniken Deutschlands auf Platz 46 (bei insgesamt 1073 untersuchten Krankenhäusern). Im Jahr 2021 steht es auf Platz 35 in der Rangliste.[17]